# 滕州县衙
滕州县衙，位于山东省枣庄市滕州市龙泉街道办事处，是中华人民共和国山东省文物保护单位之一。
2006年12月7日，授予山东省文物保护单位，是一座古建筑。